# 조 카잔
조이 스위코드 커잰(영어: Zoe Swicord Kazan, 영어 발음: /ˈzoui ˈkəˈzæn/, 1983년 9월 9일 ~ )은 미국의 배우, 작가이다.

## 생애와 학교
커잰은 로스엔젤레스에서 각본가인 아버지 니컬러스 커잰과 어머니 로빈 스위코드 사이에서 태어난 딸이다. 그녀의 친조부모쪽에는 영화와 연극 연출가인 엘리아 카잔과 극작가 몰리 커잰이 있고, 외조부모쪽에서 보면 그녀는 고전문화연구자이자 대학 행정관인 토머스 앤서니 새처, 예일 대학 총장 제리마이어 데이와 미국 헌법 제정자 중 한명인 로저 셔먼의 직계후손이다. 커잰은 여동생 마야 커잰이 있다. 그녀는 그리스(친조부모쪽), 잉글랜드, 독일계의 혈통이다.
커잰은 사립학교인 와일드우드 스쿨(Wildwood School), 윈드와드 스쿨(Windward School)을 다녔고, 로스엔젤레스 시에 있는 핸콕파크(Hancock Park)에 위치한 말버러 스쿨(Marlborough School)에서도 교육을 받았다. 그녀는 예일 대학교를 다녔으며(그녀는 대학교에 있는 비밀 조직인 Manuscript Society의 멤버였다), 2005년에 졸업을 했다.
2007년부터 배우 폴 데이노와 교제를 시작하였으며, 2018년 8월 딸을 출산했다.

## 작품 목록
- 분열 (2007)
- 엘라의 계곡 (2007)
- 레볼루셔너리 로드 (2008)
- 사랑은 너무 복잡해 (2009)
- 루비 스팍스 (2012; 각본에도 참여)
- 왓 이프 (2013)
- 인 유어 아이즈 (2014)
- 프레지던트 메이커 (2015)
- 더 몬스터 (2016) - 캐시 역
- 마이 블라인드 브라더 (2016) - 프랜시 역
- 더 듀스 (2016)
- 빅 식 (2017) - 에밀리 역
- 와일드라이프 (2018; 각본가로 참여)
- 카우보이의 노래 (2018) - 젊은 여성 역
- 타인의 친절 (2019) - 클라라 역
- 크립토주 (2021)
- 그녀가 말했다 (2022) - 조디 캔터 역

## 수상
- 트라이베카 영화제 여우주연 (2009)
- 전미 비평가 위원회 여우주연 (2009)